# Jean Lilensten
 (décembre 2020).
Jean Lilensten est un astronome et planétologue français travaillant à l'Institut de planétologie et d'astrophysique de Grenoble (IPAG). Il est spécialiste de l'activité solaire et de son impact sur les planètes du système solaire.

## Biographie
Directeur de recherches au CNRS, Jean Lilensten est un pionnier de la météorologie de l'espace.
Il a participé à plusieurs dizaines de campagnes d'exploration en Laponie et en Arctique, essentiellement à Longyearbyen et sur la base polaire scientifique de Ny-Alesund pour étudier les aurores polaires. Il a publié plus d'une centaine d'articles scientifiques et douze livres de physique, autour de la météorologie de l'espace, ou de philosophie, en français et en anglais.
Il consacre une part de son temps libre au partage des savoirs. S'inspirant des travaux du physicien norvégien Kristian Birkeland, il a créé un système expérimental appelé la Planeterrella, qui permet de simuler les relations entre une étoile et une planète magnétisée, en particulier la formation des aurores polaires.

## Travaux scientifiques
Son travail peut s’identifier sous le titre général de recherches sur les environnements spatiaux planétaires. Au début des années 1990, la communauté scientifique travaillant sur les relations Soleil-Terre, avait un terrain d’action relativement circonscrit. Deux évolutions majeures l’ont considérablement marquée. La première est la météorologie de l’espace. Ce terme est apparu de façon récurrente au milieu des années 1990. Il s’agit de prolonger les connaissances scientifiques de façon à pouvoir à terme quantifier l’activité solaire et ses  impacts sur notre société. La seconde est la planétologie comparée. Il est apparu de plus en plus évident que les enveloppes spatiales des planètes jouaient un rôle majeur dans leur histoire, et que pour s’y intéresser, les spécialistes de la Terre étaient bien armés. Dans les dernières années, ces courants semblent se rejoindre pour former une « météorologie de l’espace des planètes », ou Planetary space weather, dont il a écrit le premier article de revue (Lilensten et al., 2015).
Pour ce qui est de la météorologie de l’espace, ses apports majeurs sont :
- la résolution de l’équation cinétique de transport du système couplé protons – hydrogène issus du vent solaire dans l’atmosphère terrestre[réf. nécessaire] ;
- la découverte des tourbillons thermosphériques, véritables cyclones à 250 kilomètres d’altitude[réf. nécessaire] ;
- la découverte de la polarisation du rayonnement de la raie rouge de l’oxygène atomique[réf. nécessaire] ;
- la mise au point de plusieurs méthodes de reconstruction du spectre solaire débouchant sur un concept d’instrument spatial[réf. nécessaire] ;
- la détermination des meilleurs témoins de l’intensité solaire[réf. nécessaire] ;
- la structuration de la discipline en Europe (présidences de projets), et la création du journal européen de météorologie de l’espace (Journal of Space Weather and Space Climate) dont il est co-rédacteur en chef.[réf. nécessaire]

En planétologie, ses apports principaux sont les suivants :
- participation à la découverte des aurores martiennes et découverte des aurores bleues sur Mars (2015)[réf. nécessaire] ;
- découverte de nouvelles espèces atmosphériques dans les ionosphères de la Terre, Vénus, Mars, Titan[réf. nécessaire] ;
- complétion du scénario qui explique comment la planète Mars a perdu son atmosphère, invoquant un mécanisme totalement original pour partie du scénario[réf. nécessaire] ;
- calcul des rayonnements de plusieurs corps (Terre, Vénus, Mars, Titan, Ganymède) conduisant, depuis 2008, au calcul du rayonnement d’exoplanètes.[réf. nécessaire]

Il a créé le journal scientifique Space Weather and Space Climate, leader dans la discipline. Il en est co-rédacteur en chef.

## Partage des savoirs
Dès le début de sa carrière, Jean Lilensten a passé une grande partie de son temps à des activités de partage des savoirs. Il a publié treize livres pour adolescents, grand public, chercheurs et thésards, en français et en anglais, et plusieurs chapitres dans divers livres édités. Il écrit régulièrement des articles pour des journaux grand public, et participe à des émissions de radio ou télévision. Dans la région de Grenoble, il participe, principalement au sein de l'OSUG et comme chargé de mission CNRS, à la définition d'un centre muséographique scientifique, dont il devient l'un des référents scientifiques, centre devenu Cosmocité (ouvert en 2023), et comportant notamment un planétarium numérique. En 2009, pour l'Année mondiale de l'astronomie, il a contribué à monter un spectacle avec la conteuse Jennifer Anderson, le guitariste Rémi Resse et deux collègues astronomes pour parler d’astronomie à des publics différents, « Les gens ont des étoiles qui ne sont pas les mêmes ».
En s'inspirant des travaux du physicien norvégien Kristian Birkeland, il a inventé un simulateur auroral, la Planeterrella : il s’agit d’un simulateur d’aurores polaires qui permet de voir les interactions Soleil – planètes : outre les aurores polaires, la magnétopause, la Planeterrella permet de visualiser la couronne solaire, les trous coronaux, Uranus et Neptune inclinés, l’interaction entre Ganymède et Jupiter, entre une exoplanète et une étoile, etc..
En 2013, un premier spectacle a été créé autour de la Planeterrella par une troupe professionnelle, spectacle labellisé Année de la lumière.
En collaboration avec le service valorisation du CNRS, Jean Lilensten, via un accord de gentleman, a placé la Planeterrella, sous une licence libre, au terme de laquelle les plans sont accessibles à tout service public. Vingt et une Planeterrellas existent désormais, en France, Belgique, Grande Bretagne, Irlande, Suisse, Angleterre, au CERN à Genève, à la NASA Langley, à Alcala (Espagne), à Princeton, à UCLA, etc. Des accords sont signés avec l’Italie, l’Écosse, Tromsø en Norvège où Birkeland a travaillé, le Canada, d’autres aux États-Unis, etc. La Planeterrella du Palais de la Découverte à Paris a été mise en service en juin 2014.
Jean Lilensten est l'auteur de plusieurs livres pour le grand public, dont Chasseur d’aurores (2014, éditions de la Martinière) où il décrit la météorologie de l’espace et la vie de la recherche scientifique dans ce domaine. Il a participé à plusieurs émissions de radio et de télévision, dont un reportage sur la 5e chaîne de télévision[réf. nécessaire].
En 2014, il a inventé les conférences à la maison, comme il existe déjà des spectacles à la maison : des habitants invitent des amis, chacun apporte un plat à manger et un scientifique fait une présentation. Plusieurs de ses collègues au sein de l'OSUG ont pu ainsi bénéficier de cette organisation[réf. nécessaire].

## Distinctions et honneurs
Son travail scientifique et celui sur son simulateur auroral lui ont valu plusieurs récompenses :
- Prix européen Europlanet (2010)[5];
- Prix Le goût des sciences du ministère de l'Enseignement supérieur et de la Recherche dans la catégorie Les scientifiques communiquent (2012)[6];
- Birkeland lecture, remis par l'Académie norvégienne des sciences et des lettres (2014).

## Publications
Jean Lilensten a publié plus d'une centaine d'articles scientifiques et plus d'une dizaine d'ouvrages, dont :
- La montagne en activité, éditions du Sorbier, 1989
- Regards sur l'espace, éditions du Sorbier, 1992
- Camille Flammarion ou l'astronomie populaire, éditions du Sorbier, 1998  (ISBN 2732035025)
- J. Lilensten et P. L. Blelly, Du Soleil à la Terre, aéronomie et météorologie de l’espace, coll. « Grenoble Sciences », EDP Sciences  (ISBN 2 86883 467 1), janvier 2000
- J. Lilensten et J. Bornarel, Sous les feux du Soleil : vers une météorologie de l’espace, coll. « Grenoble Sciences », EDP Sciences  (ISBN 2 86883 540 6), novembre 2001
- J. Lilensten et E. Riou-Kérangal, La fourmi et l’infini, Éditions des Archives Contemporaines (Gordon and Breach)  (ISBN 2 84703 015 8), juin 2002
- J. Lilensten et P. Dupond, La fourmi et la philosophie, Édition Odin, octobre 2005
- Jean Lilensten et J. Bornarel, Space weather, environment and societies, éd. Springer, 2006  (ISBN 1 4020 4331 7)
- J. Lilensten et sept auteurs, Le système solaire revisité, Éditions Eyrolles, 2006  (ISBN 2 212 11980 1)
- J. Lilensten éd., Space Weather, research toward  applications in Europe, Astrophysics and space science library, Springer  (ISBN 978 1 4020 5445 7), 2007
- J. Lilensten, A. Belehaki, M. Messerotti, R. Vainio, J. Waterman, S. Poedts, éd., Developing the scientific basis for monitoring, modelling and predictinspace weather, COST 724 final report  (ISBN 978-92-898-0044-0), monograph, OPOCE, 2009
- J. Lilensten, Chasseur d'aurore, La Martinière, 2014  (ISBN 9782732464602)
- J. Lilensten, T. Dudok de Wit et K. Matthes, Earth’s climate response to a changing Sun  (ISBN 978-2-7598-1849-5), DOI 10.1051/978-2-7598-1733-7, EDP Sciences, 2015